# Варданян, Давид (пассажир «Титаника»)
Давид Варданян (арм. Դավիթ Վարդանյան; 15 апреля 1890, Эрзурум, Османская империя — 3 августа 1966, Детройт, штат Мичиган) также известный как Титаник Давид — один из шести армян — пассажиров «Титаника». Вместе с Ншаном Григоряном, спасся во время крушения трансатлантического лайнера.

## Биография
Давид Варданян родился 15 апреля 1890 года в селе Орор провинции Кхи, близ города Эрзурум  на территории Западной Армении в Османской империи (ныне Турция) в семье Азатии Варданян и Сиермы Апигян. Давид работал разнорабочим. В 1911 году женился на Мариам Байцар (род. 15 апреля 1895 года в селе Чермак провинции Кхи). Будучи армянином и христианином, имел тяжёлую жизнь, так как данные группы общества считались в Османской империи гражданами второго сорта и подвергались преследованиям. Вследствие политических и религиозных волнений, Варданян и несколько его соотечественников, Ншан Крикорян (Григорян), Арсен Сираганян, Арутюн Закарян и Мампре Закарян, бежали из страны и эмигрировали в Канаду, чтобы присоединиться к соотечественникам в Брантфорде, которые работали на местном литейном заводе. Его жена Мариам осталась в родной деревне.

### Варданян на «Титанике»
Варданян сел на трансатлантический лайнер Титаник во французской коммуне Шербур пассажиром третьего класса (билет номер 2658, цена — 7 фунтов 4 шиллинга 6 пенсов). В ночь с 14 на 15 апреля 1912 года «Титаник» столкнулся с айсбергом и затонул в Северной Атлантике. В этот же день, 15 апреля, Варданяну исполнилось 22 года. Он научился плавать в реке недалеко от родного села, благодаря чему смог выжить. Варданян был спасён в складной запасной шлюпке Englehardt A; по другим данным, его эвакуировала одна из обычных спасательных шлюпок — 13-я, а более вероятно, 15-я лодка.

## Семья
В Канаде вместе со своим соотечественником Ншаном Григоряном, также пережившим крушение, он отправился к Полу Мартину (Гамильтон) и прожил там несколько лет, пока окончательно не обосновался в Соединённых Штатах.
Он думал, что его жена осталась в Турции и стала жертвой Геноцида армян во время резни в Кги, но тем не менее продолжал писать домой в надежде найти её след. После долгих лет поисков ему удалось узнать, что его жена жива. Пара воссоединилась после одиннадцатилетнего перерыва. Их первая встреча произошла на Радужном мосту в Ниагара-Фолс: жена с канадской стороны, он — с американской.
Варданян и его жена поселились в Кроуфорде, Мидвилл, Пенсильвания. У пары было трое детей: Джек (1924—1986), Роза (1926—2012, впоследствии жена Геворга Варданяна) и Алиса (1931 г.р., позже жена Дэна Войдилака). По переписи 1940 года они всё ещё жили в Мидвилле, но позже переехали в Детройт, штат Мичиган.

## Смерть
Давид Варданян умер в Детройте 3 августа 1966 года в возрасте 76 лет и похоронен на городском кладбище Вудмир.